# Pedro Ponce de León

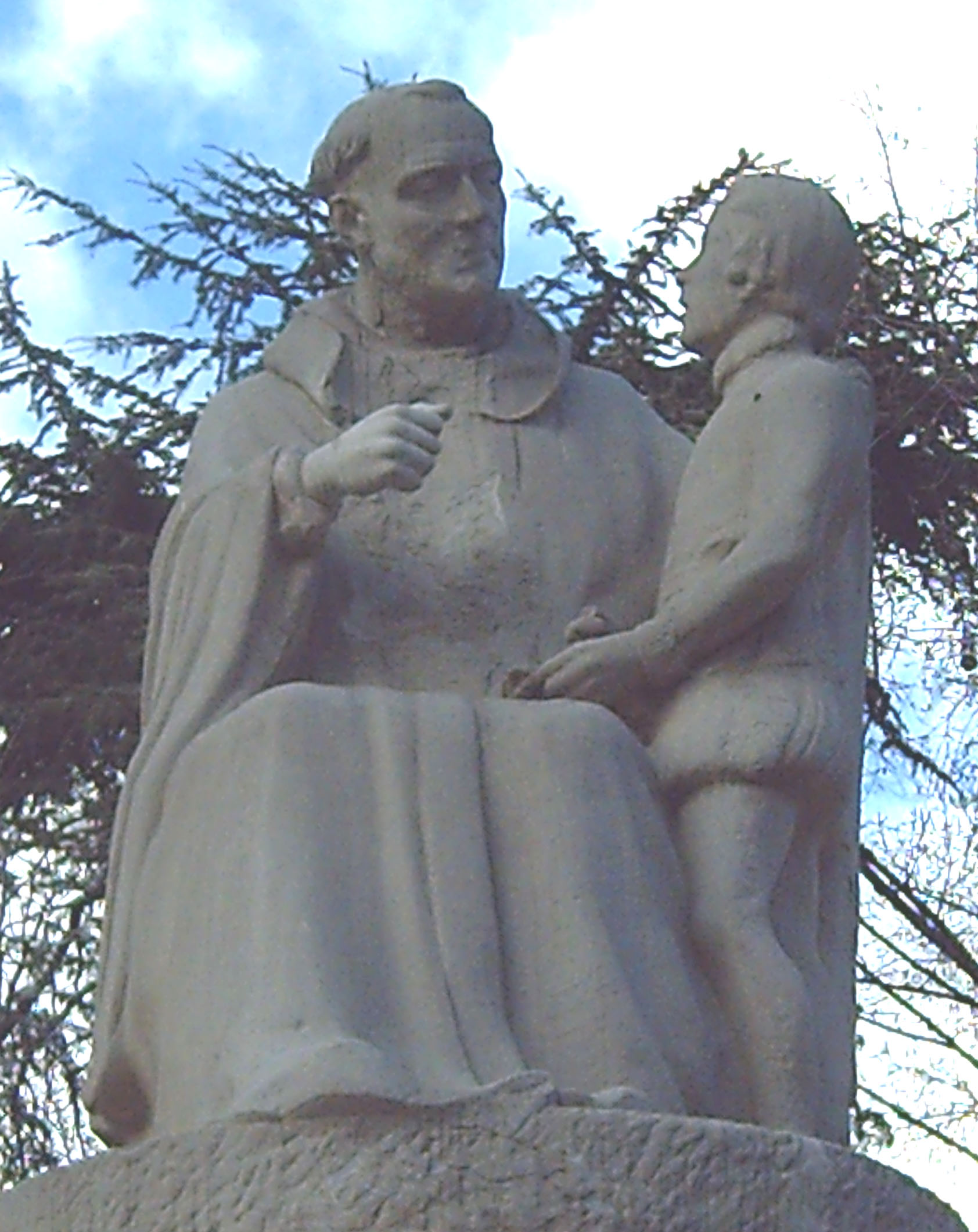
marmorstaty av Ponce de León

Pedro Ponce de León, född 1520 i Sahagún, död 29 augusti 1584 i Oña, var en spansk munk.
Pedro Ponce antas ha varit den förste som ägnade sig åt dövundervisning. Genom påverkan på Juan Pablo Bonet kom han även att få betydelse för dövundervisningens senare utveckling.